# Сигма-алгебра
σ-алгебра (си́гма-а́лгебра, си́гма-а́лгебра множеств) — алгебра множеств, замкнутая относительно операции счётного объединения. Сигма-алгебры играют важнейшую роль в теории меры и интегралов Лебега, а также в теории вероятностей.

## Определение
Семейство {\displaystyle {\mathfrak {S}}} подмножеств множества {\displaystyle X} называется σ-алгеброй, если оно удовлетворяет следующим свойствам:
1. {\displaystyle {\mathfrak {S}}} содержит множество {\displaystyle X}.
2. Если {\displaystyle E\in {\mathfrak {S}}}, то и его дополнение {\displaystyle X\backslash E\in {\mathfrak {S}}}.
3. Объединение или пересечение счётного подсемейства из {\displaystyle {\mathfrak {S}}} принадлежит {\displaystyle {\mathfrak {S}}}

## Пояснения
- Из пунктов 1 и 2 определения следует, что любая σ-алгебра содержит пустое множество {\displaystyle \varnothing }.
- Поскольку
{\displaystyle \bigcap _{n=1}^{\infty }A_{n}=X\backslash \left(\bigcup _{n=1}^{\infty }(X\backslash A_{n})\right),}

в пункте 3 достаточно требовать, чтобы только пересечение или только объединение принадлежало {\displaystyle {\mathfrak {S}}}.
- Требование в пункте 1 избыточно, так как из пункта 3 следует, что пересечение или объединение конечного числа элементов из {\displaystyle {\mathfrak {S}}} принадлежит {\displaystyle {\mathfrak {S}}} (обратное в общем случае неверно), откуда по пунктам 2 и 3 имеем {\displaystyle \emptyset =E\cap (X\backslash E)\in {\mathfrak {S}}} и {\displaystyle X=X\backslash \emptyset \in {\mathfrak {S}}}.
- Для любой системы множеств {\displaystyle {\mathcal {S}}} существует наименьшая сигма-алгебра {\displaystyle \sigma ({\mathcal {S}})}, являющаяся её надмножеством.
- Сигма-алгебры являются естественной областью определения счётно-аддитивных мер. Если мера определена частично (на семействе множеств {\displaystyle {\mathcal {S}}}) так, что выполнено условие сигма-аддитивности (синоним счётной аддитивности), эта частичная мера имеет единственное продолжение на {\displaystyle \sigma ({\mathcal {S}})}, то есть на наименьшую сигма-алгебру, это семейство содержащую, и при этом свойство сигма-аддитивности не нарушится.
- σ-алгебра, порождённая случайной величиной {\displaystyle \xi :\,X\rightarrow \mathbb {R} }, определяется следующим образом:

{\displaystyle \sigma (\xi )=\left\{\xi ^{-1}(B)\mid B\in {\mathcal {B}}(\mathbb {R} )\right\}},
где {\displaystyle {\mathcal {B}}(\mathbb {R} )} — борелевская сигма-алгебра на вещественной прямой. Это — наименьшая сигма-алгебра на пространстве {\displaystyle X}, относительно которой случайная величина {\displaystyle \xi } всё ещё остаётся измеримой. Эта же конструкция применяется и в том случае, если на пространстве {\displaystyle X} вообще не выделена никакая сигма-алгебра, в этом случае с помощью функции {\displaystyle \xi } её можно ввести и наделить таким образом пространство {\displaystyle X} структурой измеримого пространства, так что функция {\displaystyle \xi } будет измеримой.

## Измеримое пространство
Измеримое пространство — пара {\displaystyle (X,{\mathcal {F}})}, где {\displaystyle X} — множество, а {\displaystyle {\mathcal {F}}} — некоторая сигма-алгебра его подмножеств.

## Примеры
- Борелевская сигма-алгебра
- Для любого множества {\displaystyle X} существует тривиа́льная σ-алгебра {\displaystyle \left\{X,\varnothing \right\}}.
- Для любого множества {\displaystyle X} существует σ-алгебра, которая содержит все его подмножества.